# Karte (Computerspiele)

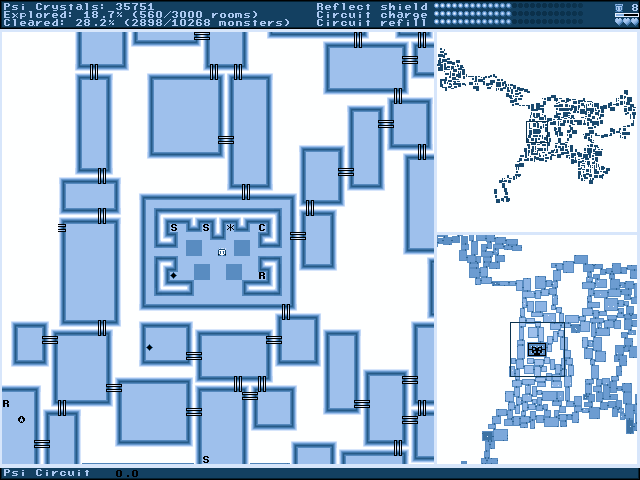
Automapping im freien Spiel Meritous

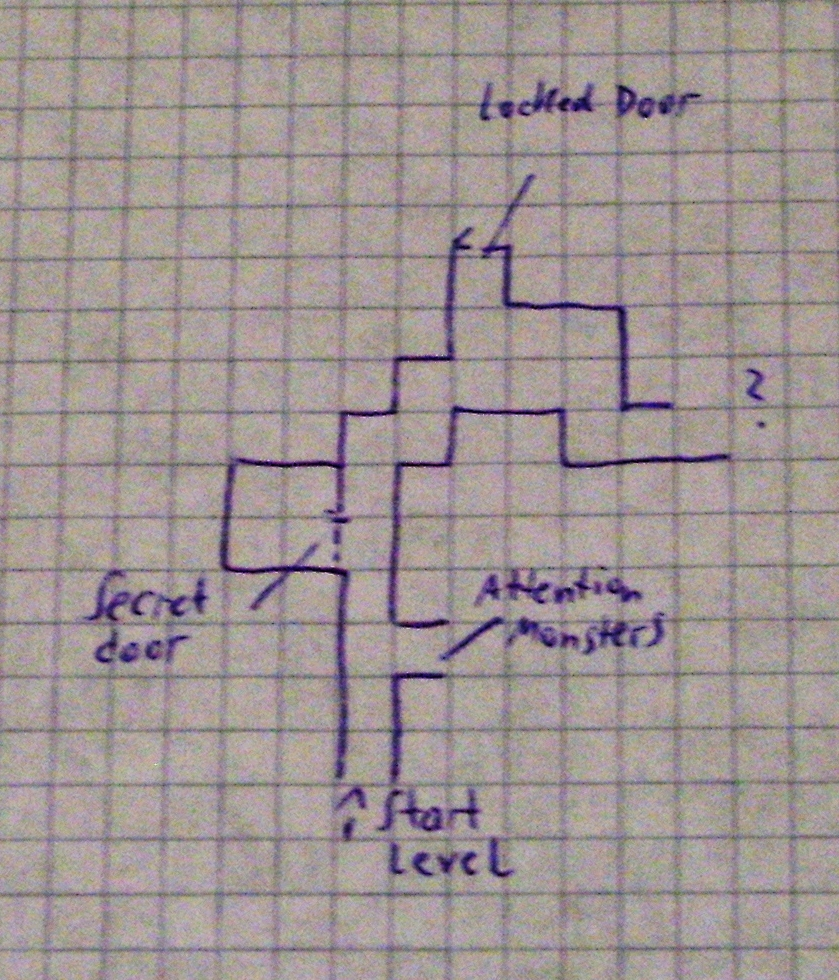
Eigenes Mapping, falls kein Automapping vorhanden ist.

Als Karte oder Map (englisch) bezeichnet man in Computerspielen eine kartografische Darstellung der Spielumgebung, die der Orientierung dient. Oft wird der Begriff im übertragenen Sinn auch für die Spielumgebungen selbst gebraucht, siehe hierzu Level (Spielabschnitt).

## Arten von Karten in Computerspielen
Die Karten können zwei- oder dreidimensional sein (Letzteres vor allem bei Weltraum-Spielen, z. B. X-Wing) und reichen in ihrer Gestaltung und Komplexität von einfachen Grundrissplänen (z. B. Doom) bis hin zu genauen Modellen der Spielumgebung (z. B. Operation Flashpoint) mit Darstellung der Topografie, Vegetation und Teilen der Infrastruktur. Meist werden die Objekte jedoch aus einer Draufsicht betrachtet.
Je nach Realitätsgrad kann die Karte auch ein richtiges Koordinatensystem enthalten, das der Spieler nutzen muss/kann, um im Spiel Aufgaben bewältigen zu können. Besonderes Augenmerk wird in Flugsimulationen auf ein realitätsnahes Kartenlayout gerichtet, sodass solche Karten unter Umständen den richtigen Navigationskarten sehr genau entsprechen.
Man kann außerdem je nach Typ der Karten zwei Gruppen unterscheiden:
- Viele Spiele stellen dem Nutzer von Anfang an eine komplette Übersicht der Spielumgebung (der Spielwelt) dar.
- Andere Spiele, z. B. Rollenspiele, zeigen dem Spieler zunächst nur den Ausschnitt der Umgebung, den seine Spielfigur im Spiel selbst sehen kann. Der Spieler muss seine Umwelt erst erkunden, um weitere Informationen in der Karte angezeigt zu bekommen. Die Karte hat hier die Funktion eines selbstgezeichneten Plans, der immer so weit erweitert wird, wie die Spielfigur in der Spielwelt vorgedrungen ist. Diese automatische Kartografierung wird als Automapping bezeichnet. Somit wird vermieden, dass man schon zu Beginn des Spiels Informationen zur Verfügung hat, die den weiteren Spielverlauf zu stark vereinfachen könnten.[3] In vielen Strategiespielen werden darüber hinaus bereits erkundete Gebiete sowohl auf der Karte als auch in der Spielansicht wieder unsichtbar, wenn der Spieler dort nicht mit eigenen Einheiten vertreten ist (Nebel des Krieges).[4]

Die Funktion des Automappings gab es bis in die 1980er Jahre noch relativ selten. Ohne diese Funktion musste der Spieler die Karten dann, beispielsweise auf kariertem Papier, selbst anfertigen, da insbesondere Rollenspiele oft mit verschachtelten Dungeons ausgestattet sind. Bekannte Spiele ohne Automap sind unter anderem Wizardry, Might and Magic und Eye of the Beholder.
Eine weitere Besonderheit ist, dass in einigen Spielen auf der Karte die gerade aktuelle Position der eigenen Spielfigur und die der (bereits gesichteten) Gegner mit Symbolen angezeigt werden. Die Darstellung der Spielwelt wird somit zu einer animierten Karte, die die virtuelle Realität in Echtzeit wiedergeben kann. In höheren Schwierigkeitsgraden kann diese Darstellung der Akteure aber in manchen Spielen auch unterdrückt werden (z. B. in Operation Flashpoint).
Eine interaktive 2D-Karte am Spielrand, die sich der Position des Spielers anpasst, wird auch als Minimap bzw. Mini-Map bezeichnet. Sie wird häufig als Teil eines Head-up-Display dargestellt. Andere Spiele haben dafür extra ein eigenes Kartenmenü oder bieten sie als Item an. Besonders bei Spielen in der isometrischen Perspektive, verschwimmen die Grenzen zwischen Karte und Spielwelt, da sie eine ähnliche Darstellung haben.

## Funktionen einer Karte im Computerspiel
Die Funktionen einer Karte lassen sich einteilen in:
- eine Navigationsfunktion, zum Beispiel durch Routenplanung oder einen Kompass (vor allem in Rollenspielen als Minimap und in Rennspielen als Streckenplan)
- das Anzeigen von bewegten Objekten (Radar), zum Beispiel über Gegner, Nicht-Spieler-Charaktere und Mitspieler oder Konflikten in der Spielwelt (vor allem in Shootern und Strategiespielen)
- das Anzeigen von wichtigen Informationen der Spielumgebung (z. B. Ressourcen, bevorstehende Quests, wirtschaftliche Faktoren und begehbare Gebäuden). Diese Faktoren lassen sich teilweise nach Ebenen filtern. (vor allem in Strategie-, Aufbau- und Rollenspielen)
- eine grobe Übersicht und Orientierung der Spielwelt geben (häufig kann die Karte hierfür auf bewegt, gedreht oder bestimmte Abschnitte vergrößert bzw. verkleinert werden)
- Schnellreisefunktionen, um durch Anklicken einer Position auf einer Karte direkt dorthin zu gelangen (vor allem in Rollenspielen)

## Kontroversen und Kritik
In Online-Ego-Shootern bietet eine Karte entscheidende strategische und taktische Vorteile, weswegen viele Spieler sie als festen Bestandteil davon sehen. So geriet das Spiel Call of Duty: Modern Warfare in Kritik, weil es in der Beta auf diese Funktion verzichtete. Der Einsatz von Kartenfunktionen ist aber auch abhängig von Genre und Setting.
Auch kann ein Cheat, der die Karte eines Spieles mit mehreren Funktionen ausstattet, die vom Spiel nicht vorgesehen sind (Maphack), diesen einen entscheidenden und unfairen Vorteil gegenüber den Mitspielern geben, was vor allem im E-Sport problematisch ist.

## Entwicklung
Karten lassen sich mithilfe eines Karteneditors erstellen. Sie sind teilweise in Spielen enthalten oder lassen sich als ein externes Programm herunterladen. Die Entwicklung von Kartensystemen für ein Computerspiel ähnelt der eines virtuellen Navigations- und Radarsystems, mit dem Unterschied, dass die Positionen und Zustände von Spielobjekten ausgelesen werden.